# Pierre François de Montaigu
hrabia Pierre François de Montaigu (ur. 1692, zm. 1764) – francuski arystokrata, oficer i dyplomata.
W latach 1743–1746 był francuskim posłem w Republice Weneckiej. Za sekretarza służył mu wówczas Jean-Jacques Rousseau. 